# مايك ونش
مايك ونش (بالإنجليزية: Mike Winch) هو رامي القرص بريطاني، ولد في 20 يوليو 1948.

## وصلات خارجية
- الموقع الرسمي
- مايك ونش على موقع ThePowerOf10.info (الإنجليزية)